# Tour della nazionale maschile di rugby a 15 di Samoa 2002
Nel periodo tra le edizioni della Coppa del Mondo di rugby del 1999 e del 2003, la nazionale samoana di Rugby Union si è recata varie volte in tour oltremare.
Nel 2002 visita il Sudafrica
| Nelspruit 25 giugno 2002 | Mpumalanga | 21 – 26 | Samoa XV |  |

| Bloemfontein 29 giugno 2002 | Orange Free State | 38 – 33 | Samoa XV |  |

| Pretoria 6 giugno 2002 | Sudafrica | 60 – 18 | Samoa |  |

2002